# Iniistius verrens
Iniistius verrens es una especie de peces de la familia Labridae en el orden de los Perciformes.

## Distribución geográfica
Se encuentra desde el Japón hasta Taiwán.